# Santa Lucía de Tirajana

Localização de Santa Lucía de Tirajana

Santa Lucía de Tirajana é um município da Espanha na província de Las Palmas, comunidade autónoma das Canárias. Tem 61,56 km² de área e em 2021 tinha 73 573 habitantes (densidade: 1 195,1 hab./km²).

## Demografia
| Variação demográfica do município entre 1991 e 2004 | Variação demográfica do município entre 1991 e 2004 | Variação demográfica do município entre 1991 e 2004 | Variação demográfica do município entre 1991 e 2004 |
| --------------------------------------------------- | --------------------------------------------------- | --------------------------------------------------- | --------------------------------------------------- |
| 1991                                                | 1996                                                | 2001                                                | 2004                                                |
| 33059                                               | 40127                                               | 47652                                               | 53820                                               |

|                                  | Norte: Agüimes                 |                         |
| Oeste: San Bartolomé de Tirajana | Santa Lucía de Tirajana        | Leste: Oceano Atlântico |
|                                  | Sul: San Bartolomé de Tirajana |                         |